# Gibson Flats
Gibson Flats é uma região censitária no condado de Cascade, estado de Montana, nos Estados Unidos. Segundo o censo realizado em 2010, a região censitária de Gibson Flats tinha uma população de 199 habitantes.

## Geografia
Gibson Flats fica situada  a cinco quilómetros a sudeste do centro de Great Falls nas coordenadas 47° 28′ 10″ N, 111° 14′ 45″ O.
Segundo o  United States Census Bureau, a região censitária tem uma superfície de 7,79 km2